# Evangelische Christuskirche Döbern

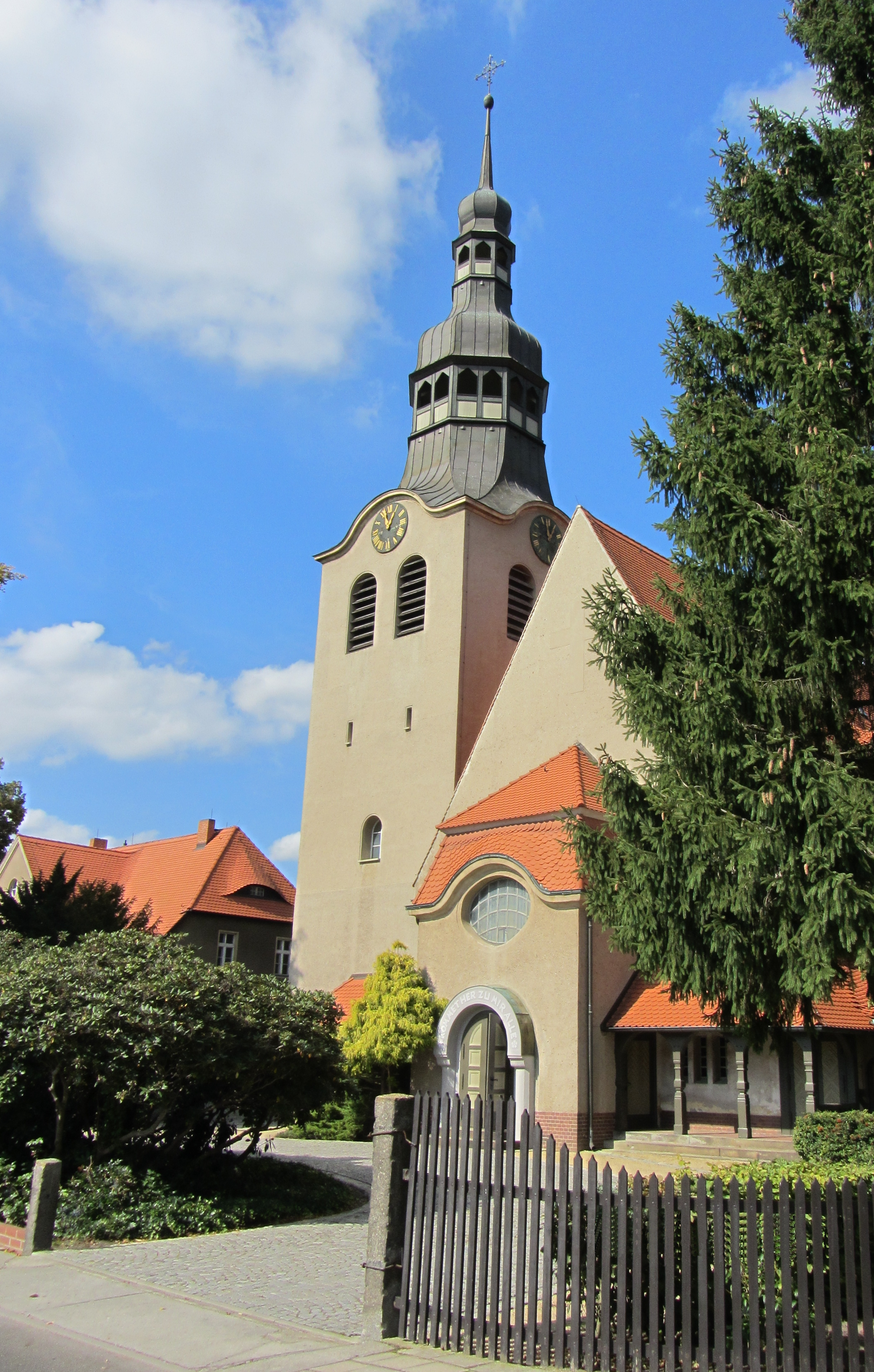
Christuskirche (2012)

Die Evangelische Christuskirche Döbern ist das Kirchengebäude der evangelischen Christuskirchengemeinde Döbern in der Kleinstadt Döbern im Landkreis Spree-Neiße in Brandenburg. Sie gehört zum Kirchenkreis Cottbus, der Teil der Evangelischen Kirche Berlin-Brandenburg-schlesische Oberlausitz ist, und steht unter Denkmalschutz.

## Architektur und Geschichte
Die Stadt Döbern erhielt erst relativ spät eigene Kirchen, die evangelischen Einwohner besuchten vorher die Gottesdienste in der Dorfkirche Groß Kölzig. Die Christuskirche wurde im Stil der Heimatschutzarchitektur nach einem Entwurf des Architekten Georg Büttner gebaut. Das Grundstück wurde von dem Häusler Gustav Kraetsch zur Verfügung gestellt. Im September 1907 wurde der Bau ausgeschrieben und am 10. November 1907 erfolgte die Grundsteinlegung. Die Kirche wurde von dem Döberner Mauermeister Wilhelm Möbus und der Zimmerei Peschke errichtet und am 26. Juni 1908 konnte Richtfest gefeiert werden. Im August 1908 wurden die Glocken eingebaut und am vierten Adventssonntag 1908 konnte die Christuskirche feierlich geweiht werden.
Bei der Kirche griff man außerdem auf Stilmittel der späten Romanik und des Barock zurück. Die Christuskirche Döbern hat einen nach Norden ausgerichteten Chor und einen asymmetrisch an der Südwestseite angebauten Turm. Den Abschluss des Turms bilden jeweils zwei Schweifhauben mit Laternen und darüber eine Zwiebelhaube. Die übergiebelte Südostseite beinhaltet auch das Hauptportal. Im Inneren hat die Kirche ein hölzernes Tonnengewölbe mit Malereien und eine dreiseitige Empore. Die Apsis ist mit einer Halbkuppel geschlossen und hat eine Laufarkade aus gekuppelten Säulen.
Während des Zweiten Weltkrieges wurden die Döberner Kirchenglocken beschlagnahmt und zu Gunsten der Waffenproduktion eingeschmolzen. Gegen Kriegsende wurden vier der fünf bemalten Apsisfenster mit Christusdarstellungen zerstört und das Dach, der Turm und die Apsis beschädigt. Danach erfolgte zunächst nur eine notdürftige Instandsetzung. 1950 wurden die Brüstungsfelder der Empore ersetzt. Seit dem Pfingstwochenende 1956 sind wieder drei Kirchenglocken im Turm angebracht. Diese wurden von der Firma Schilling in Apolda gegossen. Erst nach 1970 erfolgte eine umfangreiche Sanierung der Kirche.

## Ausstattung
Die Ausstattung der Döberner Christuskirche stammt größtenteils aus der Bauzeit. Dazu gehört unter anderem ein großer hölzerner Radleuchter. Die Orgel wurde 1909 von dem Orgelbauer Gustav Heinze aus Sorau gebaut.